# Kronike Huajanga
Kronike Huajanga ali Huajang guo dži (tradicionalno kitajsko 華陽國志, poenostavljeno kitajsko 华阳国志, dobesedno  Zapisi o deželah južno od gore Hua) je najstarejši obstoječi geografski leksikon kakšne kitajske regije. Sestavil ga je Čang Ču v času dinastije Džin in vsebuje približno 110.000 znakov. Leksikon vključuje zgodovino, geografijo in biografije regije Sečuan. Kot vir sta ga uporabila Song Pej Songdži,  zgodovinar iz dinastije Lju, v svojih opombah k Zapisom treh kraljestev, in Li Šjan, princ iz dinastije Tang, ko je pisal svoje komentarje na Knjigo poznejšega Hana. 

## Vsebina
Kronike Huajanga vsebujejo dvanajst poglavij. Prva štiri se nanašajo na zgodovino in opise starodavnih politik v regiji, naslednja pa so kronološka zgodovina regije od obdobja  poznejšega Hana do obdobja Čeng Han. V zadnjih poglavjih so biografije znanih mož in žena iz te regije. 
| #           | Naslov         | Prevod                                                     | Komentar |
| ----------- | -------------- | ---------------------------------------------------------- | --- |
| Poglavje 1  | 巴志           | Zapisi države Ba                                           | |
| Poglavje 2  | 漢中志         | Zapisi Handžonga                                           | |
| Poglavje 3  | 蜀志           | Zapisi države Šu                                           | |
| Poglavje 4  | 南中志         | Zapisi Nandžonga                                           | Nandžong se je imenoval tudi Ningdžov ali Provinca Ning (寧州)                                                    |
| Poglavje 5  | 公孫劉二牧志   | Biografije Gongsuna in dveh guvernerjev Liujev             | Gongsun Šu, Liu Jan, Liu Džang                                                                                    |
| Poglavje 6  | 劉先主志       | Biografija nekdanjega gospodarja Liuja                     | Liu Bei |
| Poglavje 7  | 劉後主志       | Biografija nekdanjega gospodarja Liuja                     | Liu Šan |
| Poglavje 8  | 大同志         | Zapisi Velikega združenja                                  | Zapisi dogodkov iz poznih Treh kraljestev in zgodnje dinastije Džin (265–420)                                     |
| Poglavje 9  | 李特雄期壽勢志 | Biografije Li Teja, Li Šjonga, Li Čija, Li Šova in Li Šija | Li Te, Li Šjong, Li Či, Li Šov, Li Ši                                                                             |
| Poglavje 10 | 先賢士女總讚論 | Celovita razprava o veljakih in zglednih možeh in ženah    | Razprava o nekaj pomembnih osebah iz obdobja pred dinastijo Džin                                                  |
| Poglavje 11 | 後賢志         | Biografije kasnejših veljakov                              | Razprava o nekaj pomembnih osebah iz obdobja pred dinastijo Džin                                                  |
| Poglavje 12 | 序志           | Dodatek                                                    | Biografije nekaj pomembnih mož in žena iz provinc Ji, Liang in Ning, ki so živeli v obdobju dinastije Zahodni Han |

## Vir
- Theobald, Ulrich. »Huayang guo zhi 華陽國志«. Chinaknowledge.